# Vestre Linje
Vestre linje er den del af jernbanen Østfoldbanen i Norge, der går fra Ski til Sarpsborg via Moss og Fredrikstad. Eftersom denne del af Østfoldbanen er den mest trafikerede sker det, at navnet Vestre linje bruges som betegnelse for hele strækningen mellem Oslo og Halden/Kornsjø via Moss. Modstykket til Vestre linje er Østre linje fra Ski til Sarpsborg via Mysen og Rakkestad. 
Da det blev vedtaget at bygge Østfoldbanen i 1873, var det meningen, at den skulle have både en vestlig og en østlig gren. Vestre linje åbnede som den første i 1879, mens Østre linje åbnede i 1882. Vestre linje er altid blevet anset for at være den vigtigste af de to og blev derfor moderniseret først. Den blev således forstærket i 1920'erne, så den kunne klare de tungeste tog i Norge med undtagelse af Ofotbanen. Efterfølgende blev Vestre linje elektrificeret i 1939-1940, fjernstyret i 1972-1974 og udvidet med dobbeltspor Ski–Sandbukta 1993-1996 og Rygge-Haug i 2000. Østre linje blev forstærket og elektrificeret i 1958 men har hverken fået fjernstyring eller dobbeltspor.